# WonderKing Online
WonderKing es un videojuego en línea de fantasía, De descarga gratuita en 2D, catalogado como MMORPG (Juego de rol multijugador online masivo). Está desarrollado por SBSi y distribuido por NDOORS Interactive.
Aunque el juego es gratuito, es posible comprar objetos con moneda real. A través del "Item Mall" puedes comprar "Gcoins" con los que se adquieren objetos especiales que se asignan a la cuenta del jugador.
El juego anunció su lanzamiento oficial el 28 de enero de 2010. Aun así, sigue mejorando su rendimiento a través de "parches" de actualización.

## El Juego

### Personajes
Un jugador necesita crearse una cuenta de juego para iniciar WonderKing, ya dentro del juego dispones de 4 clases de personajes para escoger que pueden "subir de nivel" (upgrade) con el avance del juego:
- Swordsman (Espadachín): Capaces de soportar un castigo increíble gracias a su resistencia y fortaleza del cual solo disponen ellos, cuentan con la posibilidad de tener un arma, junto con un escudo, o un arma de dos manos.
- Mage (Mago): Es un personaje que posee una inteligencia impresionante y un amplio abanico de hechizos muy poderosos. A pesar de su defensa es muy débil, disponiendo de varas mágicas los magos pueden reducir rápidamente la salud de un enemigo con el lanzamiento de un hechizo a distancia o por dolencias de estado que les infligieron.
- Thief (Ladrón): Al poseer excepcionales maniobras evasivas y el movimiento ágil hace que el ladrón sea una clase de personaje ideal para los usuarios de juego rápido. Los ladrones tienen conocimiento inmenso de los puntos de presión mortales, lo que les fuerza a tener en cuenta. Aunque los ladrones tienen una baja de salud y maná cuando se compara con otras clases, de su habilidad esquivando les permite sobrevivir a sus enemigos en numerosas peleas. Hojas Gemelas junto con las estrellas ninja son las armas preferidas de los ladrones.
- Scout (Explorador): Teniendo el rango de distancia más alto de todos los personajes, el scout es capaz de terminar una batalla sin siquiera ser herido ya que dispone de arcos y flechas, como también de armas de fuego que pueden ser capaces de causar un gran daño a una distancia perfecta.

Una de las facilidades del juego es que un usuario es capaz de escoger y jugar con 3 personajes ya desde el inicio del juego, no simultáneamente pero ofrece una serie de facilidades para el usuario con respecto a los ítems de juego.

## Cierre
Debido a los problemas legales que impedían a los desarrolladores lanzar nuevos contenidos como clases, mapas y mobs, además de una cantidad masiva de hackers y explotadores, IgnitedGames decidió cerrar temporalmente el juego. Aunque declararon que el juego estaría disponible una vez que todo volviera a la normalidad entre Ignited y Ryu&Soft, WonderKing fue cerrado el 29 de diciembre de 2011.
A partir del 8 de enero de 2013, IgnitedGames declaró que todavía están en negociación con Ryu&Soft y que la pareja está en comunicación abierta. A partir del 11 de julio de 2019, IgnitedGames no declaró nada.
En 2021 se confirmó mediante rumores provenientes de cierta comunidad en Naver, que el desarrollador original del juego pudo resolver las demandas al mismo tiempo consiguiendo recomprar la IP de WonderKing a SBS Contents Hub. Ahora el registrante del dominio es DreamIdeaSoft, el actual estudio de desarrollo de juegos de Ryu, que se está preparando para reabrir WonderKing como un repulido de su primera versión. También se ha revelado que el sitio web actualmente está en construcción. [Fecha de lanzamiento del juego indecisa]

## Equipo
En WonderKing, un personaje necesita del equipo necesario para continuar su travesía en el juego y completar sus búsquedas. El equipo se considera un ítem que se puede usar, cambiar, subir de nivel, crear y vender. Existen equipos de distintos niveles que generalmente se puede adquirir en las tiendas de Armas y en las tiendas de Armaduras.

### Clases
El tipo de clase de un equipo determina que mejora de habilidades se otorgaran a tu personaje:
1.- Armas

2.- Armaduras

3.- Joyas

### Compra de Equipo
Por lo general la compra de equipos se realiza en el mercado abierto del juego, donde los jugadores compran y venden sus equipos reservados en su inventario. Se prefiere comprar en este lugar ya que los jugadores venden sus equipos con una fuerza adicional que tienen los equipos al azar.

### Fuerza adicional
Conocido como Add o Adds, éstos otorgan una fuerza adicional a cualquier equipo al azar, que tiene mayor posibilidades de conseguir al haber cazado un monstruo con nivel alto, o que un personaje de nivel alto haya creado un equipo. Los Adds vienen de distintos colores (caqui oscuro, amarillo, azul y rojo), ya que estos diferencian el nivel de probabilidades y la fuerza que afecten al equipo.

### Creación de equipos
Es posible crear equipos tras haber terminado tu primer Upgrade (Subir de grado), ya que al terminarlo, el NPC correspondiente a la clase de tu personaje te da la posibilidad de escoger entre 4 tipos de Mixer, que son los objetos que te permiten crear distintos tipos de equipo. El "Mixer" (Mezclador) solo se activa en los pueblos y te muestra los requisitos de cada equipo (ítems de objeto) para llevar a cabo su creación. Para iniciar la creación de equipo antes necesitas comprar la receta de dicho equipo en una tienda de Craft(artesanía).
Clases de "Mixer":
1.- Mixer de Armas

2.- Mixer de Armaduras

3.- Mixer de Joyas

4.- Mixer del Alquimista

Siendo este último un Mixer que crea algunos objetos que los otros tres mixer necesitan en sus recetas 

### Potenciar Equipo
Existe la posibilidad de repotenciar el nivel de tu equipo, pero es necesario tener los ítems potenciadores que vienen en distintos niveles asegurando así que la posibilidad de repotenciar crezca. Los riesgos que existen al repotenciar un equipo es que el nivel del equipo baje a 1 o que el equipo desaparezca.

## "Items" de Juego
El juego ofrece una amplia lista de Items, ya sean ítems de consumo, ítems de misión, ítems potenciadores, ítems objeto, ítems de equipo e ítems de cash. Los ítems pueden ser adquiridos en monstruos, comprados a otros personajes o en las tiendas, o se obtenga como recompensa por completar una misión. Estos elementos se utilizan para diversos fines. Los jugadores también son capaces de intercambiar objetos. La compra de ítems es posible gracias a la posesión de Zeds, la moneda local en WondeKing, que te permite comprar. Los ítems más comunes son los de consumo ya que todos los personajes necesitan usar continuamente pociones en las batallas y misiones, dependiendo del nivel de estas.

### Moneda Real
Los desarrolladores presentaron el tema comercial para generar ingresos. Esta es una tienda virtual donde los jugadores pueden comprar objetos con dinero real (Gcoin). La mayoría de los artículos de los Ítem Mall expiran después de un cierto período. Mascotas y animales, el modelo de los animales y criaturas míticas como conejos, dragones, y los pandas siguen el propietario de todo y pueden ser equipados para recoger botín que cayó por los enemigos. Monturas también están disponibles en el tema comercial y requieren de un elemento llamado Monte de combustible para ser utilizado. Monte de combustible es la tienda de compra y sólo dura un cierto período cuando se utiliza.

### Mercado Abierto
El mercado abierto es un lugar reservado para las personas que desean vender sus artículos, entre otros jugadores. Tiendas en miniatura se pueden configurar en esta área, permitiendo a la gente a navegar por sus acciones. Puestos de tapas, que son necesarios para crear una tienda, están disponibles a través de ciertos diversas artículo de venta NPC, así como el tema comercial. Uno puede reunirse con los jugadores situados en otras ciudades, siempre que la ciudad contiene una entrada de Mercado Abierto. Sin embargo, no se puede utilizar el mercado abierto para los viajes entre ciudades. 

## Gremio
Los jugadores pueden formar gremios con otros jugadores. La creación de Guild cuesta una cierta cantidad de Zed, dependiendo de la versión que se está reproduciendo y en donde es comprado el artículo de creación de gremio. El propósito de un gremio es ser capaz de encontrar y conversar con otros con más facilidad, enlace con otros jugadores, promover la cooperación, y la batalla mediante el trabajo en equipo. El tamaño de un gremio es determinado por la mitad del nivel del maestro de hermandad.

## Desarrollo del Juego

### Búsqueda
Hay más de un centenar de misiones disponibles, cada una con requisitos distintos, la mayoría de las misiones pueden requerir que el jugador ha alcanzado un cierto nivel o haber completado otra búsqueda determinada. La mayoría de búsquedas disponibles requieren que el jugador case una cierta cantidad de monstruos. Algunas misiones se pueden repetir, aunque la recompensa y EXP dado pueden ser diferentes de los obtenidos durante su realización en primer lugar.

### Mundo
El mapa global de WonderKing
Hay seis lugares principales en libertad hasta la fecha en WonderKing. Estos lugares incluyen Elgaill Island, Francis, WonderPlus, Hellen, Nagpha pantano, y las Tierras Altas Lamupel. El principiante isla amistosa características de los monstruos de bajo nivelado y misiones a corto tutorial para introducir a los jugadores a los diferentes aspectos del juego. Los jugadores pueden tomar un barco desde los muelles de Elgaill situado en el lado norte de la isla Elgaill que les llevará a los muelles de Francis en el mapa de Francis. Se facilita el viaje entre pueblos con el NPC Wapi que se encuentra en todos ellos.

### Eventos
En algunos días, los maestros de juego (también conocido como GMS) o eventos especiales en los que cualquier jugador es capaz de participar, dado su carácter se encuentra en un mapa dado durante el tiempo del evento. Los usuarios son notificados de un evento por un cuadro de desplazamiento en la parte superior de la pantalla de juego. La gran cantidad de efectos especiales, durante un evento puede ralentizar considerablemente la PC del jugador. Existen eventos especiales donde se celebran fiestas en la vida real y es cuando WonderKing modifica algunos aspectos del juego donde puede elevar la tasa de experiencia, los artículos especiales se liberan y muchas cosas más.

### Transporte
En WonderKing, hay un NPC llamado Wapi que teletransporta a los jugadores a las ciudades y lugares por un precio determinado (en Zed ). Wapi esta en todos los pueblos, pero no está en todos los lugares. También es importante saber que no todos los precios son los mismos que cuando viaje de ida y vuelta entre las ciudades. Wapi también ofrece un descuento para los jugadores por debajo del nivel 10.

### Minería
Esta es una aplicación importante que WonderKing en línea que se ha separado de MapleStory, la minería. Cada jugador puede elegir comprar los ejes de la NPC llamado Bulldozer situado cerca de la entrada de cada sitio de la mina. El sitio de la mina es muy similar a cómo el mercado abierto de obras, los jugadores pueden entrar en cada ciudad que tiene el portal de acceso a la mina, pero no puede utilizar el sitio de la mina a la transversal entre diferentes pueblos. Dentro de la mina se usan los picos para desenterrar distintos minerales o piedras. Cada vez que un pico se usa (para iniciar el proceso de minería, por defecto, la clave de la prensa es 'B')aparecerá una barra que muestra el número de picos en el inventario y la barra de carga. La barra de carga le dice al jugador el tiempo de uso de un pico para que el siguiente sea utilizado. Cada azada tiene la oportunidad de encontrar un mineral o minerales, y también es posible encontrar nada, así como encontrar más de un mineral o minerales en el uso del azadón mismo.

### Libro de Monstruo
El Libro de Monstruos en WonderKing puede ser utilizado para recoger los artículos llamados Cartas de Monstruos, que es similar al sistema de libro de Monster en el MapleStory MMORPG. A fin de completar un conjunto de cartas, el jugador debe encontrar las partes A, B y C para el conjunto. Una vez completado un jugador puede utilizar las tres piezas de transformarse en el monstruo durante un período determinado de tiempo. Los jugadores también pueden moverse y luchar en este traje. Que desaparecerá con la muerte o una vez acabe el tiempo. Algunas cartas también están disponibles en el tema comercial.

### "Party"
WonderKing ofrece un modo cooperativo entre jugadores denominado Party, en donde dos o cinco jugadores pueden formar un grupo para obtener una cantidad extra de Zed o EXP. El líder del party es quien decide el momento en que se reparten los Party Points, que son los puntos del grupo acumulados por cazar monstruos durante el tiempo que se inició el Party. El reparto de "Party Points" puede variar dependiendo del nivel de cada integrante. El "Party" ofrece el modo de repartición de Zeds o puntos de Experiencia, dependiendo de la preferencia de los integrantes.